# Воронезька духовна семінарія
Воронезька Духовна Семінарія — духовний навчальний заклад Воронезької єпархії Російської Православної Церкви (безпатріаршої). З 1745 по 1761 та з 1763 по 1918 здійснювала підготовку священнослужителів і церковнослужителів. Перший ректор семінарії — український релігійний діяч, науковець Києво-Могилянської академії Амвросій (Келембет). Діяльність єпархіальної семінарії також охоплювала Східну Слобожанщину.

## Історія
Заснована 31 травня 1745 за указом єпископа Воронезького Феофілакта (Губанова). Матеріальні труднощі і недовіра духовенства до «латинства» призвели до закриття семінарії за єпископа Іоанникія (Павлуцького) (1761–1763). У 1763 році семінарія була знову відкрита його наступником по кафедрі єпископом Тихоном (Соколовим). Він виписав вчителів з Києва і Харкова. Преосвященний Тихон часто відвідував класи, витрачав великі кошти (в тому числі і свої особисті) на утримання і заохочення учнів, запрошував викладати найкращих випускників духовних академій і семінарій, почав створювати бібліотеку.
Справу святителя Тихона продовжили єпископи Інокентій (Полянський) і Мефодій (Смирнов). Під час їхнього правління Воронезькая семінарія стає однією зі зразкових у Росії.
У серпні 1918 року радянська влада закрила семінарію, реквізувала все її майно, знищила багатющу бібліотеку. Духовенство, викладачі та вихованці семінарії були піддані переслідуванням і репресіям.

## Архієреї РПЦ — керівники семінарії
- Феофілакт (Губанов), єпископ Воронезький і Єлецький (1745—1757)
- Кирило (Ляшевецький), єпископ Воронезький і Єлецький (1758—1761)
- Іоаннікій (Павлуцький), єпископ Воронезький і Єлецький (1761—1763)
- Тихон (Соколов), єпископ Воронезький і Єлецький (1763—1767)
- Тихон (Якубовський), єпископ Воронезький і Єлецкий (1767—1775)
- Тихон (Малінін), єпископ Воронезький і Єлецький (1775—1788)
- Іннокентій (Полянський), єпископ Воронезький (1788—1793)

## Ректори
- Амвросій (Келембет) (1793—1796)
- Євфимій (Болховітінов) (1796—1798) в. о.
- Юстин (Трипільський) (1798—1807)
- архімандрит Євграф (1807—1812)
- Мефодій (Орлов-Соколов) (1812—1819)
- Авксентій (Галінський) (1819—1821)
- архімандрит Андрій (Соколов) (1821 — вересень 1825)
- Філадельф (Пузін) (1825—1829)
- архімандрит Інокентій (1829—1833)
- Евтіхіан (Лестєв) (1833—1834)
- Варлаам (Успенський) (10 березня 1834 — квітень 1837)
- Елпідіфор (Бенедиктов) (30 квітня 1837—1842)
- Стефан (Зелятров) (1842—1844)
- Симеон (Авдуловський) (1844—1847)
- Іларіон (Боголюбов) (1847—1861)
- Феодосій (Шаповаленко) (17 січня 1861—1863)
- Феодосій (Макаревський) (28 серпня 1863—1867)
- Веніамін (Биковський) (1867—1871)
- Дмитро (Певницький) (1872—1881)
- Димитрій (Самбікін) (6 серпня 1881—1887)
- Олексій (Спаський) (1887—1900)
- Василь (Борисоглібський) (1900—1907)
- в.о. Базилевич Василь Іванович (1 серпня 1904 — )
- Микола (Околович) (1907—1912)
- Серафим (Соболєв) (22 грудня 1912—1918)